# 李龍彬
李龍彬（：／ Lee Yong-bin，1955年8月17日—），大韓民國自由派政治人物，第21屆國會議員。